# Asplenium cultrifolium
Asplenium cultrifolium là một loài thực vật có mạch trong họ Aspleniaceae. Loài này được L. miêu tả khoa học đầu tiên năm 1753.